# Стефан Ђакић
Стефан Ђакић (Београд, 27. децембар 1991) српски је књижевник.

## Биографија
Стефан Ђакић је рођен и одрастао у Београду 1991. године као старије дете у породици. Завршио је електротехничку школу „Никола Тесла" у Београду. Студирао је економију и туризам на Високој туристичкој школи.
Свој први роман „Уклета Ровенсија" објавио је 2018. године. Роман је преведен на енглески и руски језик. На руском језику је изашао у издању Народне библиотеке „Руске библиотеке" из Панчева. Стефанов други роман „Немир ровенсијског лава" је наставак његовог првог романа. Његов трећи роман се зове „Логика несмисла". Објавио је збирку поезије „Кристина". Објавио је приповетку „Плави човек" у збирци прича „Нови Свитак". Објавио је есеј о песнику Милораду Петровићу Сељанчици у Зборнику „Културно наслеђе Милорада Петровића Сељанчице" у издању Народне библиотеке „Радоје Домановић" из Раче.
Ђакићева прва два романа су фикцијска дела са историјском подлогом. Врон Коенел је омиљени лик већини људи који су прочитали његове романе. Овај лик има митски статус унутар Стефановог измишљеног краљевства и призива дубље теме попут одбацивања, изолације и жртвовања.
Стефан Ђакић је члан Удружења књижевника Србије од 1. јануара 2022. године.

## Дела
- Уклета Ровенсија (2018)
- Плави човек (2018)
- Немир ровенсијског лава (2023)[3]
- Кристина (2024)[4]
- Логика несмисла (2025)[5]